# Zoltán Soós-Ruszka Hradetzky
Zoltán Soós-Ruszka Hradetzky, född 16 april 1902 i Budapest, död 8 juli 1992 i Kansas City, Missouri, var en ungersk sportskytt.
Han blev olympisk bronsmedaljör i gevär vid sommarspelen 1932 i Los Angeles.